# Corydalis moupinensis
Corydalis moupinensis är en vallmoväxtart som beskrevs av Adrien René Franchet. Corydalis moupinensis ingår i släktet nunneörter, och familjen vallmoväxter. Inga underarter finns listade i Catalogue of Life.